# 鼻中隔軟骨
鼻中隔軟骨（英語：septal nasal cartilage）是由透明軟骨所組成。某些地方看起來像四邊形，其邊緣比中間還要厚實。鼻中隔軟骨把前面鼻腔的中間部分給分成左右兩邊，形成兩個鼻孔。
鼻中隔軟骨的前緣之上連接著鼻骨一直到鼻翼小軟骨的前緣；前緣之下連接到鼻翼大軟骨的內側纖維組織。
鼻中隔軟骨的後緣連接著篩骨垂直板；其下緣與犁骨及上頜骨的齶突連在一起。

## 外部連結
- 圖譜：rsa1p7 at the University of Michigan Health System - "Nasal septum, lateral view"
- Anatomy figure: 33:02-01 at Human Anatomy Online, SUNY Downstate Medical Center - "Diagram of skeleton of medial (septal) nasal wall."
- （英文）lesson9 在韦斯利诺曼的解剖课上（乔治城大学） (nasalseptumbonescarti)